# Etsbôn
Etsbôn ou Ozni est un fils de Gad fils de Jacob et de Zilpa. Ses descendants s'appellent les Oznites.

## Etsbôn ou Ozni
Etsbôn et Ozni sont le même personnage biblique.

## Etsbôn et ses frères
Etsbôn ou Ozni a pour frères Tsiphiôn ou Tsephôn, Haggui, Shouni, Éri, Arodi ou Arod, Aréli,.

## Etsbôn en Égypte
Etsbôn ou Ozni part avec son père Gad et son grand-père Jacob pour s'installer en Égypte au pays de Goshen dans le delta du Nil.
La famille des Oznites dont l'ancêtre est Ozni ou Etsbôn sort du pays d'Égypte avec Moïse,.